# Носов, Александр Романович
Алекса́ндр Рома́нович Но́сов (род. 6 июня 1995, Белгород, Россия) — российский футболист, полузащитник клуба «Челябинск».

## Карьера

### Клубная
Воспитанник белгородского футбола. Футболом начал заниматься с пяти лет. Первым тренером был С. В. Корсаков, который воспитал Игоря Горбатенко. С 2012 года выступал за местный «Салют». После того, как белгородская команда была расформирована, пополнил ряды курского «Авангарда». В июне 2016 года перешёл во владивостокский «Луч». Вторую половину сезона 2018/19 первенства ФНЛ провёл в «Нижнем Новгороде», в составе которого принял участие в двух стыковых матчах за право участвовать в Премьер-лиге против «Крыльев Советов» (1:3 и 1:0). В июле 2019 года вернулся во Владивосток. В сезоне 2020/21 защищал цвета «Шинника». Летом 2021 года пополнил ряды клуба «СКА-Хабаровск». В феврале 2022 года перешёл в «Волгарь». В июле 2023 года подписал контракт с «Челябинском».

### В сборной
В 2013—2014 годах выступал за юношескую сборную России до 19 лет.